# Stéphane Agbré
Stéphane Agbré Dasse (* 5. Juli 1989 in Bingerville) ist ein ivorisch-burkinischer Fußballspieler.

## Verein
Agbré spielte in seiner Jugend bei Batuque FC und ab 2006 für den Nachwuchs des portugiesischen Spitzenklubs FC Porto, bevor er zur Saison 2008/09 an den Zweitligisten SC Olhanense verliehen wurde, mit dem er als Meister den Aufstieg in die Primeira Liga realisierte. Nach dem Aufstieg verpflichtete Olhanense Agbré dauerhaft, seine Einsatzzeiten wurden aber in der portugiesischen Eliteliga deutlich weniger, sodass er 2010/11 und 2011/12 an den FC Penafiel bzw. Atlético CP wieder in die zweite portugiesische Liga verliehen wurde. Dann folgten jeweils in Jahresschritten die Stationen FC Arouca, União Madeira, GD Chaves, Académico de Viseu FC, FC Schukura Kobuleti in Georgien, Leixões SC und seit 2019 spielt er bei US Lusitanos Saint-Maur in Frankreich.

## Nationalmannschaft
Agbré debütierte 2009 in einem Freundschaftsspiel gegen Togo in der Nationalmannschaft von Burkina Faso. Für die Afrikameisterschaft 2012 wurde Agbré von Nationaltrainer Paulo Duarte in ein 25 Spieler umfassendes provisorisches Aufgebot berufen. Allerdings kamen im Zuge der Affäre Hervé Zengué, wegen dessen unklarer Spielberechtigung die Teilnahme Burkina Fasos auf der Kippe stand, auch im Zusammenhang mit dem ebenfalls in der Elfenbeinküste geborenen Agbré Zweifel auf und der burkinische Fußballverband gab schließlich bekannt, dass Agbré vermutlich nicht alle Kriterien erfüllt, um international für Burkina Faso zu spielen. Für ihn wurde daher Préjuce Nakoulma nachnominiert. Somit bestritt er 2010 das Letzte seiner insgesamt drei Länderspiele.